# 红湾寺镇
红湾寺镇，是中华人民共和国甘肃省张掖市肃南裕固族自治县下辖的一个乡镇级行政单位。

## 行政区划
红湾寺镇下辖以下地区：
隆畅社区、红湾社区和裕兴社区。